# 獄門党
獄門党（ごくもんとう）は、『世界の女帝』ことブル中野を中心とした、日本の女子プロレスラーのヒールユニットである。

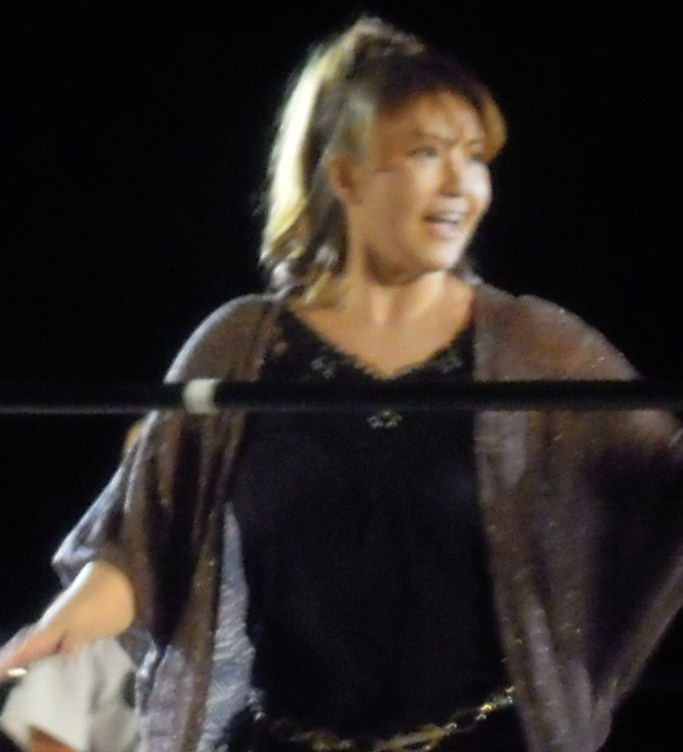
リーダーを務めたブル中野

主に1990年代に活動した。

## 経歴
1988年、ダンプ松本引退後、ブル中野が中心となり結成された。
建前ではヒール軍団ということになっているものの、ただ単に凶器を振り回すだけではなくたしかな実力に裏打ちされた選手が集まった集団である。
「ベビーフェイス」(正統派)対「ヒール」(悪役)の形式を超越したスタイルで新時代を切り開こうとしたブル中野の想いがあり、ヒール同士でも観衆を満足させる試合ができるという自信が垣間見られる。
黎明期のメンバー、アジャ・コングらの離脱をきっかけにブルとアジャの壮絶な抗争が巻き起こった。
1995年9月2日に日本武道館で行われたブル中野と井上京子のシングル試合で京子が勝利し、試合後にブルは『負けて悔いなし』と弟子の成長を見届け獄門党の解散を宣言するものの、ライオネス飛鳥がリングに乱入したことで流れた。
その後ブル中野がプロレス界から姿を消したことで井上京子、渡辺智子が残ったが京子がWWWA世界シングル王座を獲得したあと1997年には決別し、事実上、自然消滅している。

## メンバー
- ブル中野
- 井上京子
- 渡辺智子
- バット吉永
- 前川久美子

## 脱退したメンバー
- アジャ・コング
- バイソン木村
- グリズリー岩本
- 中村幸子
- 小畑麻代
- 脇恵衣子
- 長谷川咲恵
- 李由紀
- 鳥巣朱美

## 楽曲
- 「鉄と鎖のレクイエム」（ポニーキャニオン、1991年12月15日発売） 作詞：高柳恋、作編曲：佐藤準。ジャングル・ジャックが歌う「炎の叫び」のカップリングとして発売された。